# Franz Grabmayr
Franz Grabmayr (* 19. April 1927 in Pfaffenberg, Kärnten; † 8. Mai 2015 in Wien) war ein österreichischer Künstler und Vertreter abstrakter Malerei zwischen 1965 und 2015.

## Leben
Franz Grabmayr wuchs als jüngstes von drei Geschwistern auf dem Pfaffenberg bei Obervellach in Kärnten auf. Seine naturverbundene Kindheit auf dem Bergbauernhof erwies sich später als prägend für seine Karriere als Maler. Als Zwölfjähriger begann er, Aquarelle zu malen.
Grabmayr, im Brotberuf Hauptschullehrer in St. Jakob im Rosental, stellte 1952 in der Ausstellung „Junge Kärntner Begabungen“ im Künstlerhaus Klagenfurt erstmals sein Talent öffentlich unter Beweis. Von dem Erfolg angespornt, absolvierte er ab 1954 ein Studium als Werkstudent an der Akademie der bildenden Künste bei Robin Christian Andersen. 1956 lernte er im Louvre in Paris vor dem Bild der Mona Lisa Ingrid Weimann kennen, die er im Jahr darauf heiratete. 1957 kam Sohn Thomas zur Welt. Von seiner Frau in seinem Entschluss bestärkt, beendete Grabmayr 1962 die Lehrtätigkeit, um sich ganz der Malerei zu widmen. Nach seinem Diplom an der Akademie bei Herbert Boeckl 1964 bezog er noch im selben Jahr ein einfaches Malerquartier im niederösterreichischen Waldviertel, das für den Rest seines Lebens seine Wahlheimat wurde. In völliger Abgeschiedenheit entstanden hier die ersten Landschaftsbilder mitten in der Natur. Von 1967 bis 1969 war er an der Akademie der bildenden Künste Wien Assistent von Gustav Hessing. Im Jahr 1970 erhielt er ein Stipendium der österreichischen Bundesregierung, das ihm einen sechsmonatigen Studienaufenthalt in Venedig ermöglichte. 1970 wurde auch der zweite Sohn Jakob geboren.
Inspiriert von einer Pantomime, die ihn für den bewegten Körper begeisterte, begann er Ende der 1960er-Jahre seine ersten „Tanzbilder“ zu malen: Im Winter in seinem Atelier im Wiener Karl-Marx-Hof oder in der Wiener Staatsoper während der Proben und Aufführungen des Balletts (bis 1982), im Sommer im Waldviertel. In der Natur entdeckte Grabmayr in den weitere Motive, die er in seiner Landschaftsmalerei fokussierte: „Kornmandln“ und „Strohbinkerln“, Felsen im Kamp, oder „Wurzelstöcke“ von Bäumen.

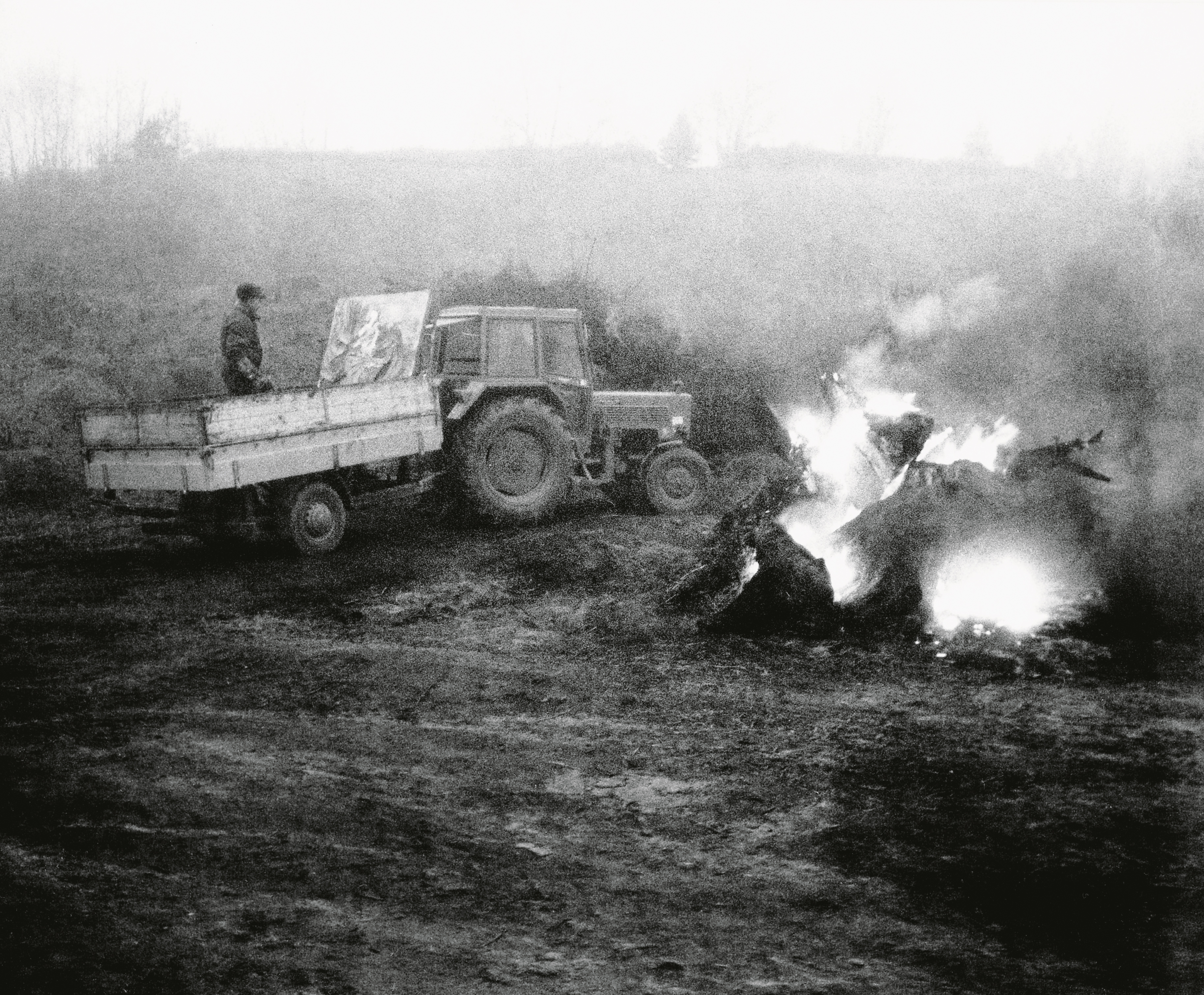

In den 1980er-Jahren entwickelte Franz Grabmayr seine „Fahrbare Werkstatt“: Er ließ sich mit einem Traktor um seine Motive herumfahren, stand dabei auf dem Anhänger mit seiner Staffelei und den Farbkübeln und packte bis zu 100 kg Farbe mit der Spachtel auf die Leinwand. Hinzu kamen nächtliche Feuerbilder, Bilder mit verkohlten Wurzelstöcken sowie Sand- und Aschebilder. Franz Grabmayr entwickelte seine wilde Tanz- und Landschaftsmalerei unbeirrt und kontinuierlich weiter, ließ sich mit seiner „Fahrenden Werkstatt“ um große, lodernde Feuerstätten fahren, vor denen oft Aktmodelle frei und nackt tanzten. „Das Feuer hat so eine Wildheit, man muss ihm die gleiche Kraft entgegensetzen. Ich habe die Farbe aus dem Kübel auf die Leinwand geworfen: die Kraft und die Wildheit des Feuers und meine Kraft und Wildheit auf der Leinwand. Da kann man nicht einfach mit dem Pinserl feinmalen“, beschrieb er selbst diese gewaltigen Abenteuer.
In den Jahren 1994 bis 1996 zog es Franz Grabmayr und seine Frau zu Arbeitsaufenthalten nach Kärnten, Griechenland und Italien, er suchte die Wärme, aber auch das Licht des Südens für seine Kunst. 1997 kehrte die Familie wieder zurück ins Waldviertel. Von 2003 bis 2008 musste sich Franz Grabmayr aufgrund einer Erkrankung einigen Operationen unterziehen, er malte aber bis 2010 weitere Bilder in der Natur. 2012 entstanden die letzten „Tanzblätter“ im Winteratelier.
Franz Grabmayr starb am 8. Mai 2015 nach neun Wochen Spitalsaufenthalt. Er wurde am Ober Sankt Veiter Friedhof bestattet.

## Werk
Franz Grabmayrs Rückzug in die Abgeschiedenheit des niederösterreichischen Waldviertels entstand aus einer persönlichen Notwendigkeit heraus. Gleichzeitig handelte es sich um eine wesentliche Weichenstellung in seinem Œuvre.
Der Maler ging in den 1960er Jahren bei seinen „Grünen Bildern“ von der Cézanne’schen Farbpalette aus. Aus unzähligen, an der Natur beobachteten Grüntönen zusammengesetzt, stehen sie am Anfang des Werkes. Der Bildraum überschreitet bereits da die Fläche der Leinwand und macht einen potenziell unendlichen Raum erlebbar.
Bei seinen durch Rembrandt inspirierten „Sandgruben“-Bildern verwendete Grabmayr zunächst nur Naturtöne. Die Weiterentwicklung dieser Serie erklärte er in einem Interview so: „Zuerst hab ich, wie bei den Grünvariationen, die Erd-, die Ocker-, die Braunvariationen gemalt...“ Jedoch: „…hat sich bei mir geistig oder schöpferisch oder empfindungsmäßig etwas verändert.“ Das intensive Sehen ergab, „in meinen Sandgruben die Violetts drinnen zu sehen und auf den Höhen die Gelbs zu sehen…Ich hab also versucht, die reinen Farben mit der Landschaft in Einklang zu bringen.“
Anlässlich der Ausstellung „Franz Grabmayr. Aus der Sandgrube. Bilder 1966 – 1970“ in der Galerie Würthle 1971 schrieb der Kunsthistoriker Otto Breicha von „einer resoluten Malerei deftiger Farben bis hin zu einem Farbformgeschiebe, das gut und gern als abstrakte Flächenkomposition gelten könnte“. Und weiter: „Es geht Grabmayr darum, Substanz vorzuzeigen, gebändigte Materie, schwerblütige Erdfarben zunächst. Seine fingerdick beschichteten Farbreliefs tragen zur farbigen Erscheinung die Runzelung bei, die krustierten Ränder als etwas tatsächlich Begreifbares… Mit seltener Hartnäckigkeit hat er einem Motiv dreißig Mal das Wesentliche abverlangt. Ohne sich tunlichst zu wiederholen, um sich möglichst voranzutreiben.“
In seinen Bildmotiven der 1970er Jahre setzte sich Grabmayr mit den zunehmend verdrängten Formen vorindustrieller Landwirtschaft auseinander und hielt sie in seinen Bildern metaphorisch fest. Als die „Kornmandln“ und „Strohbinkerln“ nach und nach aus der Landschaft verschwanden, bezahlte er Bauern, die noch über das notwendige Wissen verfügten, dafür, ihm diese nachzubauen. Es handelt sich also auch um ein ökologisches Werk.
In den im Laufe der Jahre immer pastoser werdenden Gemälden findet sich häufig vor Ort gefundenes Material, wie Getreidehalme, Sand oder Asche, in deutlich erkennbarer Weise ins Pigment gemischt. Flächen und Farben wurden für den Materialkünstler von Darstellungs- zu Gestaltungsmitteln. Grabmayrs spontanen Malaktionen ging immer der lange Prozess des Schauens in der Natur, vor dem Motiv, voraus. Auch sein Material war gut vorbereitet, er mischte seine Farben selbst, damit sie seinen dynamischen Malprozessen bestmöglich standhielten. Dicke Farbschichten wurden mit großer Vehemenz mit der Spachtel neben- und übereinander aufgetragen und bei Missfallen ebenso schnell wieder abgekratzt. Er nutzte die Masse der eingesetzten Farbe im Wissen, dass sie sich wie Lava verhalten und noch monatelang auf den – oft 60 kg schweren – Bildern weiterarbeiten würde.
„Es ist diese Energie des Malakts, die sich auf dem Bildleib abdruckt und die Franz Grabmayr von allen anderen, die in der Stofflichkeit der Farbe ihr wesentlichstes Ausdrucksmedium finden, unterscheidet. Die Materialmalerei von Gaston Chaisac, Jean Fautrier, Jean Dubuffet, Antoni Tapiès oder Alberto Burri ist demgegenüber statisch“, befand Klaus Albrecht Schröder 2002 anlässlich der von ihm kuratierten Franz-Grabmayr-Ausstellung im Oberen Belvedere im begleitenden Katalog.
Parallel zu den Arbeiten in der Natur entstanden ab 1970 Tanzbilder. Sie wurden zum zweiten zentralen Thema in Franz Grabmayrs Werk, in verschiedensten Techniken und Formaten. Es zeigte sich bald, dass die pastose Ölmalerei angesichts der sich bewegenden Tänzerinnen an Grenzen stößt. So erprobte der Maler im Atelier flüssigere Tuschen, Stoff- und Aquarellfarben, leichtere Bildträger wie Molino und Papier und arbeitete mit dicken Pinseln. Als einen Gegenpol zum statischen Aktmodellzeichnen kann man Grabmayrs „Tanzblätter“-Sitzungen bezeichnen. „Die Figur wird eigentlich zerrissen, wenn eine Tänzerin sehr dynamisch arbeitet. Wenn sie sich langsamer bewegt, zu einer anderen Musik, werden die Bilder flächiger…Die Tänzerinnen müssen mit der Musik ganz ident sein. Dann springt der Funken über“, beschrieb Grabmayr diese Atelier-Sessions.
Franz Grabmayr wird auch oft als zeitgenössischer Maler der Vier Elemente bezeichnet. Denn ab den 1980er Jahren kamen durch seine „Fahrende Werkstatt“ (siehe Leben, Anm.) nicht nur Dynamik und Mehransichtigkeit aus der Tanzmalerei ins Spiel, es mischten sich zu Erde, Himmel und Wasser auch lodernde Feuer in seine Motivwelt. Als Höhepunkt dieses Werk-Abschnittes fanden Feuer und Tanz in nächtlichen Sessions und auf seinen Bildern schließlich zu einer Einheit.
Nach seinen Arbeitsaufenthalten in Kärnten, Griechenland und Italien nahm Franz Grabmayr 1997 mit der Rückkehr ins Waldviertel seine Motive in der Natur wieder auf, im Winter entstanden weitere Tanzblätter im Atelier im Karl-Marx-Hof. „Etwa 2006 kamen die luftigen Steinbruch-Bilder hinzu, in denen der monochrom weiße Bildträger ebenso wie in den späten Tanzbildern sichtbar bleibt. Großflächig angelegt und von Matisse beeinflusst, modulieren diese Gemälde und Blätter ‚nur‘ noch das Weiß mit wenigen Buntfarben und Kohlestrichen – ein Zeichen höchster Meisterschaft. Auf sehr eigenständige, postmoderne Weise scheint sich hier eine Wiederholung des Spätwerks von Paul Cézanne vollzogen zu haben. Das Eigenlicht des Bildträgers wird durch die Malerei differenziert und in ihrer Bedeutung hervorgehoben. Diese Bildwirkung nennt man im Französischen aérien, was, etwa im Sinne von ‚überirdisch‘, mehr bedeutet als bloß ‚luftig‘. Grabmayrs Œuvre wurde endgültig zu einem der zentralen Werke postabstrakter Malerei“, beschrieben Robert Fleck und Caro Wiesauer, die Kuratoren der Retrospektive 2017 im Museum Angerlehner, das Spätwerk im Katalog.

## Auszeichnungen
- 1965 Körner-Preis
- 1984 Verleihung des Berufstitel „Professor“ durch die Kunstsektion des Bundes[3]
- 2007 Großes Goldenes Ehrenzeichen des Landes Kärnten[9]
- 2007 Kulturpreis des Landes Niederösterreich[10][11]

## Ausstellungen (Auswahl)
Einzelausstellungen
- 1967 Künstlerhaus Wien: Franz Grabmayr und Otto Eder
- 1968 Künstlerhaus Klagenfurt: Ölbilder und Zeichnungen
- 1973 Wiener Secession Galerie: Tanz und Landschaft
- 1977 Wiener Secession Hauptraum: Landschaften und Figuren
- 1980 Österreichische Postsparkasse, Zentrale in Wien: Franz Grabmayr
- 1987 Galerie Michael Haas Berlin: Gemälde von 1966 bis 1986
- 1988 Galerie Gunzenhauser München: Franz Grabmayr – Ölbilder
- 1988 Galerie Sander Darmstadt: Franz Grabmayr – Gemälde
- 1989 Galerie Heike Curtze Wien: Bilder aus der Sandgrube und Feuerbilder 1983 – 1988
- 1990 Galerie Heike Curtze Düsseldorf: Bilder aus der Sandgrube und Feuerbilder 1984 –1989
- 1990 Galerie Michael Haas Berlin: Neue Arbeiten 1986 bis 1989
- 1991 Galerie Heike Curtze Wien: Tanzbilder – Arbeiten auf Papier
- 1993 Österreichische Galerie Belvedere, die Galerien Heike Curtze und Michael Haas im Atelier beim Ambrosi-Museum Wien Augarten: Franz Grabmayr Im Schatten der Natur Ölbilder und Arbeiten auf Papier 1963 – 1993
- 1997 Galerie Heike Curtze Wien: Querdurch – Malerei von 1965 –1997
- 2002 Österreichische Galerie Belvedere im Oberen Belvedere Wien: Franz Grabmayr zum 75. Geburtstag
- 2003 Art Cologne: Präsentation von Ölbildern durch Galerie Brockstedt, Hamburg
- 2003 Galerie Brockstedt Berlin: Franz Grabmayr 1978-2003
- 2004 Galerie Brockstedt Hamburg: Ölbilder – Farbtuschen
- 2004 Galerie Welz Salzburg: Landschaften und Tanzbilder
- 2007 Galerie-Ausstellungen zum 80. Geburtstag bei Hartmann Wien, Magnet Klagenfurt und Welz Salzburg
- 2010 Galerie Welz Salzburg: Franz Grabmayr
- 2012 Galerie Ernst Hilger Wien: Landschaften und Tanz
- 2015 Galerie Welz Salzburg: Ölbilder und farbige Tuschen
- 2016 Galerie Artziwna Wien: Sonderpräsentation Franz Grabmayr
- 2016 Cologne Fine Art: Galerie Artemons Hellmonsödt Franz Grabmayr
- 2017 Museum Angerlehner Thalheim/Wels: Franz Grabmayr: Feuerbilder – Tanzblätter – Materialbilder. Zum 90. Geburtstag
- 2024 Albertina Wien

Gruppenausstellungen
- 1967 Wiener Secession: Der blaue Adler
- 1968 Wiener Secession: Secession 68
- 1974 Van Gogh Museum Amsterdam: Wien
- 1982 Österreichische Galerie Belvedere Wien: Austrian modern painting
- 1982 Mathildenhöhe Darmstadt: Die Wiener Secession 1982
- 1991 Museum des 20. Jhdts Wien (heute 21er Haus): Bildlicht – Malerei zwischen Material und Immaterialität
- 1991 Kunstforum Wien: Das Jahrzehnt der Malerei – Österreich 1980-1990
- 1995 Galerie Michael Haas, Berlin: Malwut und Leidenschaft
- 1995 Galerie Michael Haas, Berlin: Herbert Brandl – Franz Grabmayr. Neue Bilder
- 1998 Wiener Secession: 100 Jahre Secession. Das Jahrhundert der künstlerischen Freiheit
- 1998 City Art Museum Helsinki: The Century of Artistic Freedom
- 2000 Kunsthalle Krems: Waldmüller, Schiele, Rainer – Meisterwerke des Niederösterreichischen Landesmuseums
- 2001 Museum der bildenden Künste Budapest: Malerei – Österreichische KünstlerInnen – Jetzt
- 2004 Essl Museum, Klosterneuburg: Neue Wilde – Eine Entwicklung
- 2007 Essl Museum, Klosterneuburg: Passion for Art
- 2008 Albertina, Wien: NACH 1970 – Österreichische Kunst aus der Albertina
- 2009 Albertina, Wien: Meisterwerke der Moderne aus der Sammlung Batliner
- 2011 Leopold Museum, Wien: The Excitement Continues. Zeitgenössische Kunst aus der Sammlung Leopold II
- 2013 Kunsthalle Osnabrück: Landschaft nach 2000
- 2014 Albertina, Wien: Francis Bacon bis Gerhard Richter aus der Albertina
- 2015 Albertina, Wien: Abstraktion in Österreich, 1960 bis heute – aus der Sammlung Ploner
- 2015 Expo Chicago: Galerie Hilger Wien zeigt Tanzblätter
- 2015 Art Miami: Galerie Hilger Wien zeigt Tanzblätter
- 2016 Art Karlsruhe: Vertreter der österreichischen Abstraktion – bei Galerie Hilger Wien
- 2016 Neue Galerie Graz: Malerei im Wandel – Die Sammlung Ploner

## Öffentliche Sammlungen (Auswahl)
- Albertina, Wien
- Artothek des Bundes, 21er Haus Wien
- Belvedere, Wien
- Niederösterreichisches Landesmuseum, St. Pölten
- Museum moderner Kunst Stiftung Ludwig, Wien
- Museum moderner Kunst Kärnten (MMKK), Klagenfurt
- Museum Liaunig, Neuhaus
- Sammlung Essl, Klosterneuburg/Wien
- Sammlung Leopold II, Wien
- Artcollection Strabag, Wien
- MUSA, Kunst-Sammlung der Stadt Wien
- Stift Admont, Museum für Gegenwartskunst
- Sammlung der Neuen Galerie Graz
- Sammlung Batliner, Wien